# Lucanus wuyishanensis
Lucanus wuyishanensis es una especie de coleóptero de la familia Lucanidae.

## Distribución geográfica
Habita en Fujian (China).